# Substitut nicotinique

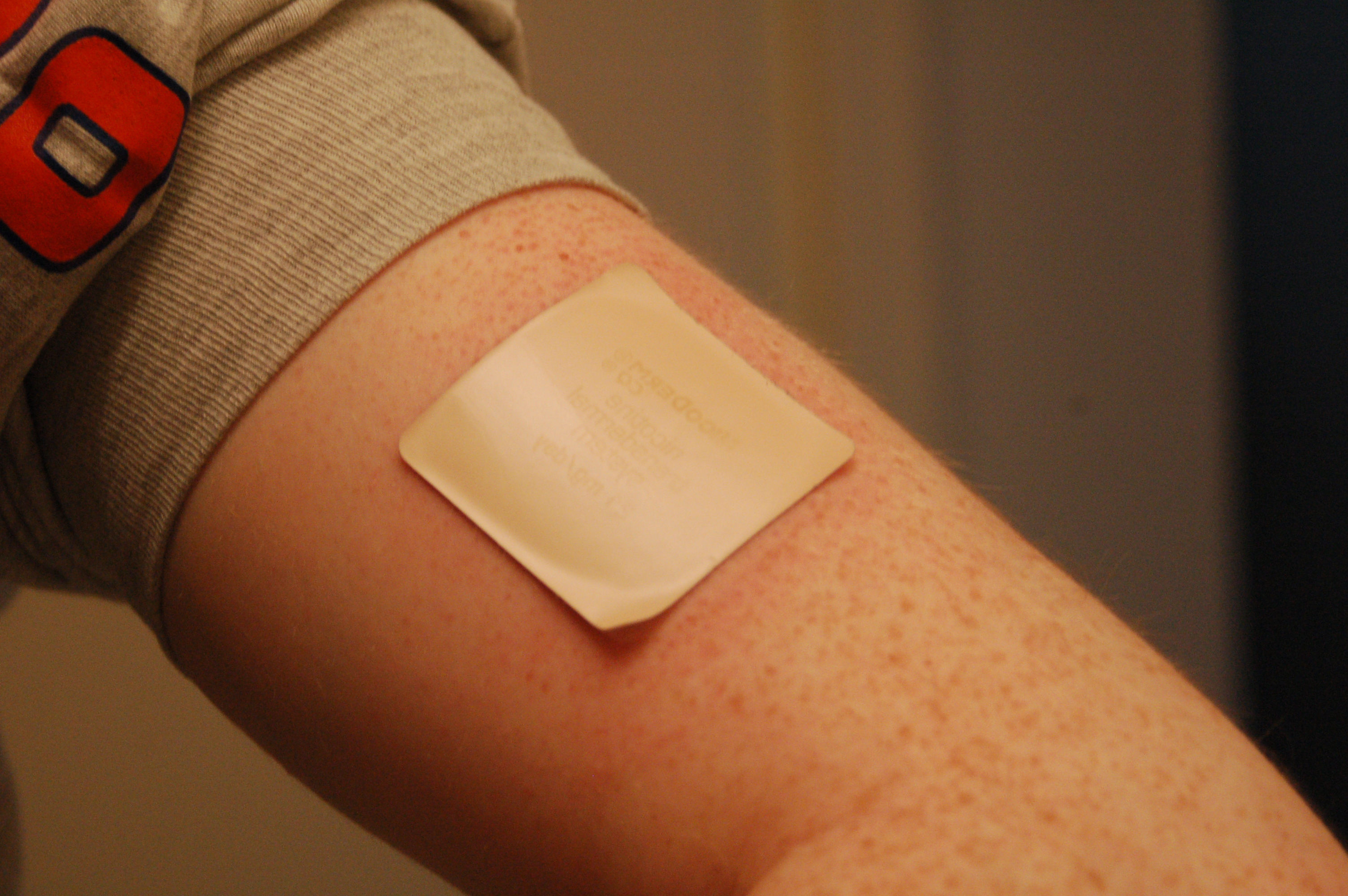
Timbre transdermique appliqué sur le bras gauche

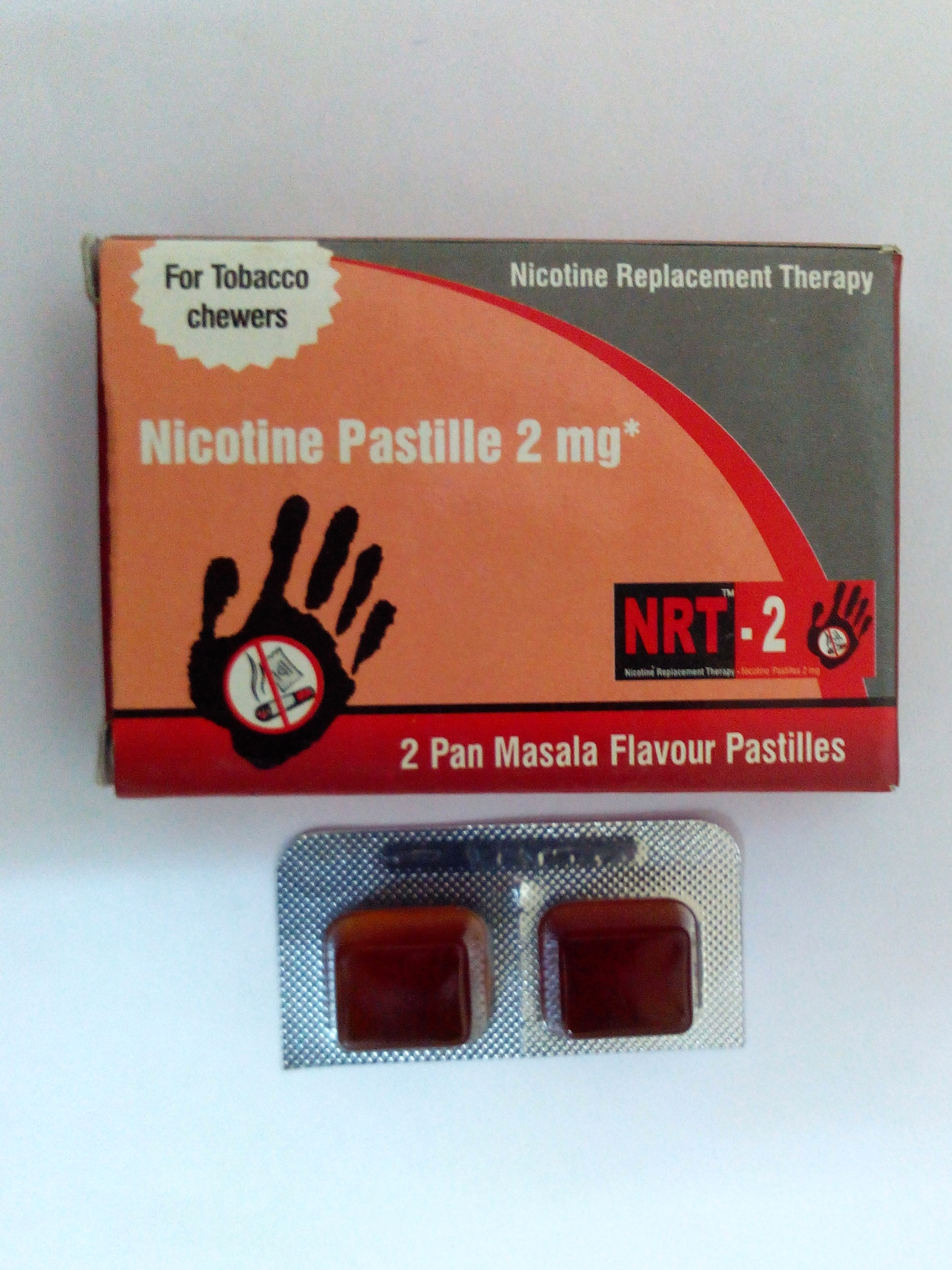
Pastilles dans leur conditionnement

Un substitut nicotinique ou traitement nicotinique de substitution ou thérapies de remplacement de la nicotine (TRN), est un produit médicamenteux contenant de la nicotine et indiqué dans le sevrage tabagique afin de faciliter l'arrêt de la consommation de tabac. Il existe plusieurs formes galéniques, d'absorption cutanée ou buccale, habituellement bien tolérées. Ce type de traitement est généralement conseillé en association avec une prise en charge médicale de soutien.

## Généralités
Le substitut nicotinique a été inventé dans les années 1970 par Ove Fernö, un chimiste suédois persuadé que la nicotine était responsable de la dépendance au tabac et lui-même fumeur. Le substitut nicotinique (ou traitement nicotinique de substitution) a d’abord été utilisé sous forme de gommes par les sous-mariniers de la marine suédoise qui ne supportaient pas de ne pas pouvoir fumer dans les sous-marins,, et il est apparu en France en 1984 sous forme de gommes avant d’être disponible en 1990 sous forme de patchs. Le substitut nicotinique a été approuvé pour la première fois en Suisse en 1978.
Il existe cinq formes de substituts nicotiniques (patchs, gommes, comprimés à sucer ou à faire fondre, inhalateur, spray bucal). Il existe de nombreuses marques pour un même produit.
La cigarette électronique est aussi un potentiel substitut nicotinique en discution.
En France, ce type de traitement est accessible en pharmacie sans ordonnance. Lorsqu'il est prescrit par un infirmier, un médecin (y compris un médecin du travail), un chirurgien-dentiste, une sage-femme ou un masseur-kinésithérapeute, il peut être pris en charge par l'assurance maladie comme n'importe quel médicament.

## Fonctionnement et indication
La nicotine étant le facteur essentiel de la dépendance au tabac, les substituts nicotiniques dispensent la nicotine en diminuant l'amplitude des variations de sa concentration sanguine (nicotinémie). Ceci permet de minimiser le syndrome de sevrage lors d'un arrêt du tabagisme, au long cours avec les formes cutanées et à court terme avec les formes orales. Concrètement, un fumeur qui arrête de fumer peut utiliser la forme cutanée afin de diminuer le risque de survenue des signes de manque et la forme orale afin de soulager ponctuellement les signes de manque lorsqu'ils sont présents.
Les substituts oraux comme les gommes à mâcher, par exemple, délivrent la nicotine par la mastication. La nicotine est libérée via la gomme puis est transportée par la salive et est absorbée par la muqueuse buccale. Elle se diffuse alors dans le sang avant d'atteindre le cerveau en 2 ou 3 minutes environ. L'effet de soulagement débute approximativement au bout de 10 à 15 minutes de mastication et le maximum de nicotine est retrouvé dans le sang   en 30 à 60 minutes, le temps nécessaire à la nicotinémie d'augmenter jusqu'à atteindre un niveau d'environ 10 ng/ml de sang après une prise unique de gomme à la nicotine mais il reste tout de même inférieur à celui d'une cigarette qui délivre une quantité de 20 à 25 ng/ml de sang. Puis le niveau de nicotinémie stagne, il se stabilise pendant 90 minutes environ avant de baisser graduellement. L'envie de nicotine se fera alors ressentir en suivant la pharmacocinétique de la substance nicotinique libérée par le substitut et l'effet de soulagement persiste alors 1h à 2h mais cela dépendra du degré de dépendance de l'individu traité, de sa manière de mastiquer et du dosage choisit. Cette sensation de soulagement est décrite comme agréable par les utilisateurs avec une impression d'euphorie libératoire, une impression d'avoir fumé, d'avoir eu sa dose de nicotine, ce qui peut dans quelques cas entretenir une réelle dépendance au gommes à la nicotine qui ne sera pas retrouvée dans les dispositifs transdermiques.Il faut savoir  que les gommes ne délivrent en réalité que la moitié du dosage de nicotine qu'elle contiennent dans l'organisme. À chaque libération de nicotine, par petites quantités, un goût fort et piquant est ressenti et il convient donc d'éviter d'avaler la salive car la nicotine ne sera pas efficace puisqu'elle sera dégradée dans le tube digestif par le foie. Les gommes dosées à 2 mg délivrent approximativement 1 mg de nicotine dans le sang et celles dosées à 4 mg en délivrent 2 mg. 
L'indication de ce traitement est principalement fonction du niveau de dépendance, habituellement mesurée par le test de Fagerström. La version simplifiée de ce test évalue la quantité de tabac consommée quotidiennement et la précocité de la première consommation de la journée par rapport au réveil ; l'intensité de la dépendance augmentant avec ces deux valeurs. Plus la dépendance est estimée forte, plus l'indication est justifiée ; a contrario, si la dépendance est évaluée faible, il n'est pas forcément utile de suivre ce traitement. La posologie initiale peut être choisie en fonction du niveau de dépendance ou du seul niveau de consommation. Par la suite, la posologie est à adapter secondairement en fonction des signes de sevrage et de surdosage.

## Efficacité et tolérance
Dans le cadre du sevrage tabagique, les substituts nicotiniques sont plus efficaces qu'un traitement placebo. Ils permettent une augmentation relative du taux d'abstinence à six mois de 50 à 70 % comparativement au placebo, ce qui correspond théoriquement à une augmentation absolue de 2 à 3 %.
D’après un rapport de l’Agence française de sécurité sanitaire des produits de santé en date de mai 2003 : « Dans la plupart des études, les substituts nicotiniques permettent de doubler le taux d’abstinence tabagique à 6 mois par rapport au placebo. À un an, 18 % des fumeurs ayant été traité par des substituts nicotiniques sont abstinents contre 10 % dans le groupe placebo ».
Selon un rapport de 2004 du Centre fédéral de l’expertise des soins de santé de Belgique « Se référant à la plus longue période de suivi disponible, 17 % des fumeurs recrutés pour se voir administrer un TNS (traitement nicotinique de substitution) avaient effectivement renoncé au tabac, contre 10 % dans le groupe de contrôle (par placebo). Il faut 14 fumeurs motivés traités par TNS pour obtenir un abstinent supplémentaire (NNT de 14). Il n'existe aucune différence significative entre les 5 formes de TNS. »
Il serait souhaitable d'associer au traitement nicotinique un accompagnement par un professionnel de la santé, ce que conteste une méta-analyse de 2018 de la Cochrane Database of Systematic Reviews d’après laquelle le suivi par un professionnel de santé n’aurait qu’une faible incidence,. La combinaison des deux formes d'administration serait plus efficace qu'une seule. Un traitement par timbre pour une durée supérieure à 8 semaines ne semble pas apporter plus de bénéfice.
D’après une étude du Center for Global Tobacco Control (USA) datant de 2011, entre un fumeur sur trois et un fumeur sur quatre rechuterait après la réussite (après 6 semaines et après 6 mois d’abstinence) d’un traitement nicotinique, sans différence notable de taux de rechute avec les fumeurs qui n’ont pris aucun traitement. L’absence de l’association d’un suivi psychologique au traitement nicotinique donnerait des résultats de rechute avant réussite (abstinence supérieure à six semaines et inférieure à 6 mois) du sevrage légèrement plus élevés (52 %) par rapport aux fumeurs qui ont utilisé un traitement nicotinique avec l’assistance d’un professionnel de santé (30 %) et ceux qui n’ont pas utilisé de traitement nicotinique du tout (22 %),. Cette étude aboutit à la conclusion similaire de celle de la Haute autorité de santé (HAS) française qu'un traitement nicotinique supérieur à 7 semaines n'apporterait aucun bénéfice supplémentaire. Elle établit également qu'un traitement nicotinique de substitution sans aide d'un professionnel de santé aurait un effet beaucoup moindre sur les personnes en grande dépendance, qui seraient deux fois plus à échouer et rechuter par rapport à ceux qui n’ont pas utilisé de traitement nicotinique et plus nombreux que ceux qui ont bénéficié d’une aide professionnelle, quelle que soit la durée du traitement nicotinique,.
Les résultats obtenus varient selon les études, certaines ne vont pas dans le sens de celle du Center for Global Tobacco Control, ainsi, l’Agence canadienne des médicaments et des technologies de la santé citée par le National Center for Biotechnology Information (USA) indique dans une méta-analyse de 2014 « Bien qu'environ 70 % des fumeurs envisagent de cesser de fumer et que plus de 40 % déclarent avoir déjà essayé de cesser de fumer, le taux de succès à long terme de toute tentative de cesser de fumer sans aide est faible, 3 à 7 % seulement des fumeurs tentant de le faire restent abstinents un an plus tard. Avec un traitement optimal, les taux (réels) d'abandon (du tabagisme) d'un an après une tentative d'arrêt peuvent dépasser 30 % ». La conclusion de cette méta-analyse précise que « Cependant, les résultats rapportés dans cette revue doivent être interprétés avec prudence en raison des limites méthodologiques potentielles et de l'hétérogénéité clinique du corpus de preuves. »
Selon la méta-analyse de 2018 de la Cochrane Database of Systematic Reviews, « Il existe des preuves de haute qualité que le traitement nicotinique de substitution (TNS) augmente le taux de démissions (au tabagisme) à six mois ou plus chez les adultes motivés à cesser de fumer. Nous considérons que des recherches supplémentaires sont très peu susceptibles de changer notre confiance dans l'effet du TNS dans cette population. [...] Toutes les formes disponibles dans le commerce de traitements nicotiniques de substitution (TNS), à savoir la gomme, timbre transdermique, spray nasal, inhalateur, spray buccal, pastilles et comprimés sublinguaux, sont efficaces dans le cadre d'une stratégie visant à promouvoir le sevrage tabagique. Ils augmentent (augmentation relative par rapport au groupe de contrôle par placebo) approximativement le taux à long terme d’abandon du tabagisme de 50 % à 60 % peu importe le cadre (thérapeutique). Ces conclusions sont applicables aux fumeurs qui sont motivés à cesser de fumer. Il y a peu de preuves sur le rôle des TNS pour les personnes qui fument moins de 10 à 15 cigarettes par jour. »
Comparativement aux autres traitements médicamenteux, le bupropion et la varénicline, les substituts nicotiniques ont une efficacité équivalente mais disposent d'une meilleure tolérance[réf. nécessaire]. Ils ne présentent pas non plus les effets du tabac sur la santé à long terme (en particulier le risque de cancer). Les effets indésirables sont liés à la nicotine et sont le plus souvent modérés et sans gravité, les plus fréquents étant : céphalée, dysgueusie, hoquet, nausée, dyspepsie, douleur et paresthésie buccale, stomatite, hypersécrétion salivaire, brûlure des lèvres, sécheresse de la bouche et de la gorge, intolérance cutanée. Ces effets sont réversibles et régressent rapidement après retrait du dispositif.

## Précautions d'emploi
Ils doivent être théoriquement évités à la période aiguë après un accident cardiaque, mais la poursuite du tabac serait plus nocive. L'emploi des substituts nicotiniques peut donc être proposé sous surveillance médicale.
Chez la femme enceinte ou allaitante, le même type de raisonnement peut être invoqué. En pratique, il s'agit de la seule technique d'arrêt du tabac testé chez cette population, sans effet délétère évident sur l'embryon.

## Divers
Les substituts nicotiniques font partie de la liste des médicaments essentiels de l'Organisation mondiale de la santé (liste mise à jour en avril 2013).